# Teresa Szmigielówna
Teresa Szmigielówna (née le 9 octobre 1929 à Kobalówka près de Tarnopol et morte le 24 septembre 2017 à Konstancin-Jeziorna), est une actrice de théâtre et cinéma polonaise.

## Biographie
Elle est diplômée de l'École nationale de cinéma de Łódź,  elle se produit aux théâtres suivants: Théâtre Wanda Siemaszkowa à Rzeszów (1953–1955), Théâtre Dramatique de Varsovie (1955–1959), Théâtre Juliusz Osterwa de Lublin (1959–1960), Théâtre itinérant (1960-1965), Théâtre Classique de Varsovie (1965–1971) et Théâtre de variétés à Varsovie (1971–1987).

## Vie privée
Elle est mariée avec l'escrimeur Jerzy Pawłowski dont elle a un fils Piotr un céiste intérnational. Elle est également la grand-mère des acteurs Józef Pawłowski et Stefan Pawłowski

## Filmographie partielle
- 1954 : Cellulose de Jerzy Kawalerowicz : Zocha
- 1957 : Le Nœud coulant de Wojciech Has : ancien amour de Kuba
- 1958 : Eroica d'Andrzej Munk : Katarzyna, réligieuse
- 1959 : Train de nuit de Jerzy Kawalerowicz : la femme de l'avocat
- 1960 : Les Innocents charmeurs d'Andrzej Wajda :  l'infirmière Teresa
- 1968 : Ostatni po Bogu (Le dernier à bord après Dieu) de Paweł Komorowski : la femme de Hulewicz
- 1976 : Jarosław Dąbrowski de Bohdan Poręba : Valeria Petrovskaïa
- 1979 : L'Amateur de Krzysztof Kieślowski : membre du jury du festival
- 1990 : Korczak d'Andrzej Wajda : femme dans un café